# Construção (álbum)
Construção é um disco do cantor e compositor brasileiro Chico Buarque,  lançado em 1971 e composto em períodos entre o exílio de Chico na Itália e sua volta ao Brasil. Liricamente, o álbum é carregado de críticas ao regime militar vigente, principalmente no que concerne à censura imposta pelo governo ("Cordão") e pelo estado indigno no qual as condições individuais se encontravam no país ("Construção"), além de algumas canções mais clássicas e pessoais ("Valsinha" e "Minha História").
O disco marca o aguçamento da vertente crítica da poética do autor. Se antes ele harmonizava Bossa Nova com composições veladamente críticas à ditadura brasileira, em "Construção" o cantor mostrou-se mais ousado - como indica os versos iniciais de "Deus lhe Pague", faixa que abre o LP ("Por esse pão pra comer, por esse chão pra dormir"). Em "Samba de Orly", parceria com Toquinho e Vinicius de Moraes, Chico canta abertamente sobre o exílio - o que fez com que a canção fosse parcialmente censurada. A faixa-título é uma crítica sobre um homem que trabalhou arduamente até sua morte. Não faltaram também o lirismo característico do artista, como demostrado em "Olha Maria" e "Valsinha". O álbum conta com arranjos de Magro, então integrante do grupo MPB-4, e do maestro Rogério Duprat.

## Antecedentes
Antes da criação do álbum Construção, Chico Buarque vivia um período de intensa efervescência artística e política. Exilado na Itália em 1969 devido à repressão do regime militar brasileiro, ele aproveitou o tempo para compor novas canções que refletiam suas críticas sociais e seu engajamento político.
Durante esse período, Chico aprofundou sua pesquisa poética e musical, desenvolvendo uma linguagem mais sofisticada e crítica, que ficou evidente nas letras e arranjos do álbum.
O retorno de Chico ao Brasil, em 1970, coincidiu com uma fase mais dura da ditadura militar, com censura rígida e perseguição aos artistas engajados. Isso influenciou diretamente a temática do álbum, que aborda as contradições sociais e o cotidiano opressivo do trabalhador brasileiro.
Além disso, o álbum teve colaboração de importantes músicos e arranjadores da época, como Rogério Duprat e Tom Jobim, que contribuíram para a riqueza musical e estética da obra.

## Composição e produção
O álbum Construção reflete um período de intensa criação artística de Chico Buarque, marcada pela combinação de inovação musical e crítica social. Grande parte das composições foi realizada durante seu exílio na Itália, onde Chico buscou aprofundar sua linguagem poética e musical.
A faixa-título, "Construção", destaca-se pela sua estrutura inovadora, com versos dodecassílabos e repetições que dão um ritmo quase hipnótico, reforçando o tema da alienação do trabalhador.
A produção do álbum contou com a direção musical de Magro (Antônio José Waghabi Filho) e os arranjos sofisticados de Rogério Duprat, que trouxeram elementos da música erudita e experimental para a obra, enriquecendo a sonoridade e a profundidade das composições.
A participação de músicos convidados, como Tom Jobim no piano e o grupo MPB-4 nos vocais, acrescentou ainda mais riqueza ao álbum, consolidando-o como uma obra-prima da música brasileira.

## Recepção
| Críticas profissionais            | Críticas profissionais |
| Pontuações agregadas              | Pontuações agregadas   |
| Fonte                             | Avaliação              |
| --------------------------------- | ---------------------- |
| Album of the Year                 | 95/100                 |
| Avaliações da crítica             |                        |
| Fonte                             | Avaliação              |
| All Music Guide                   | [ 12 ]                 |
| The Encyclopedia of Popular Music | [ 13 ]                 |
| Sputnikmusic                      | [ 14 ]                 |
| ComUm                             | 9/10                   |

O álbum Construção foi amplamente aclamado pela crítica e pelo público, consolidando-se como um marco na música brasileira. Em 1972, a revista Realidade descreveu o disco como “o melhor feito nos últimos vinte anos no Brasil”, destacando sua importância na luta contra o "som importado" e reafirmando a relevância de Chico Buarque na cena musical nacional.
Na década de 2000, Construção foi eleito o terceiro melhor disco brasileiro de todos os tempos pela edição brasileira da revista Rolling Stone, evidenciando sua duradoura influência e excelência artística.
O álbum também figura no renomado livro 1001 Discos Para Ouvir Antes de Morrer, compilado por críticos e jornalistas musicais de renome internacional, reforçando seu status como uma obra essencial na história da música mundial.
Em setembro de 2012, uma pesquisa conduzida pela Rádio Eldorado FM, em parceria com o portal O Estado de S. Paulo, elegeu Construção como o sexto melhor disco brasileiro de todos os tempos, destacando sua relevância contínua na cultura musical brasileira.
A canção-título, "Construção", é amplamente reconhecida como uma das maiores músicas da música popular brasileira. Em 2001, uma enquete realizada pelo jornal Folha de S. Paulo a classificou como a segunda melhor canção brasileira, ficando atrás apenas de "Águas de Março", de Tom Jobim.
A crítica especializada também elogiou a profundidade poética e a inovação musical do álbum. O crítico musical Dimas Marques destacou a complexidade da canção "Construção", ressaltando sua estrutura poética refinada e a melodia repetitiva que intensifica a tragédia cotidiana retratada na letra.

## Lista de faixas
| N.º | Título                | Compositor(es)                                     | Duração |  |
| 1.  | "Deus Lhe Pague"      | Chico Buarque                                      | 3:19    |  |
| 2.  | "Cotidiano"           | Chico Buarque                                      | 2:49    |  |
| 3.  | "Desalento"           | C. Buarque, Vinicius de Moraes                     | 2:48    |  |
| 4.  | "Construção"          | Chico Buarque                                      | 6:24    |  |
| 5.  | "Cordão"              | Chico Buarque                                      | 2:31    |  |
| 6.  | "Olha Maria (Amparo)" | C. Buarque, V. de Moraes, Tom Jobim                | 3:56    |  |
| 7.  | "Samba de Orly"       | C. Buarque, Toquinho, V. de Moraes                 | 2:40    |  |
| 8.  | "Valsinha"            | C. Buarque, V. de Moraes                           | 2:00    |  |
| 9.  | "Minha História"      | Lucio Dalla, Paola Pallotino; versão de C. Buarque | 3:01    |  |
| 10. | "Acalanto"            | Chico Buarque                                      | 1:38    |  |

## Ficha Técnica
- Gravado no Estúdio Phonogram, Rio de Janeiro.[26]
- Direção de Produção: Roberto Menescal
- Direção de Estúdio: Roberto Menescal
- Técnicos de gravação: Toninho e Mazola
- Direção Musical: Magro (Antônio José Waghabi Filho)
- Foto: Carlos Leonam
- Capa: Aldo Luz
- Arranjos:  Rogério Duprat
- Participações especiais:
  - MPB-4 - vozes nas faixas 1, 3, 4, 7 e 9.
  - Tom Jobim - piano em "Olha Maria (Amparo)"
  - Trio Mocotó- percussão em "Samba de Orly".[27]
  - Toquinho - violão em "Samba de Orly"

## Legado
O álbum Construção é considerado uma obra-prima da música popular brasileira, tendo influenciado gerações de artistas e se mantido como um símbolo de resistência cultural durante o regime militar no Brasil.
A faixa-título do álbum, "Construção", é frequentemente estudada em cursos de música e literatura devido à sua estrutura inovadora e profundidade poética, sendo considerada um marco na composição de música popular.
Além disso, o álbum foi responsável por consolidar Chico Buarque como um dos maiores compositores brasileiros, e suas músicas continuam sendo regravadas e reinterpretadas por novos artistas, mantendo sua relevância cultural e musical.
O álbum também é frequentemente citado em listas dos melhores discos brasileiros de todos os tempos, reafirmando seu impacto duradouro na cultura musical nacional e internacional.